# Populus talassica
Populus talassica är en videväxtart som beskrevs av Vladimir Leontjevitj Komarov. Populus talassica ingår i släktet popplar, och familjen videväxter. Inga underarter finns listade i Catalogue of Life.